# رود یاکوما
رود یاکوما رودی است که به رود ماموره می‌ریزد. این رود از کشور بولیوی می‌گذرد.